# True (sång)
"True" är en låt framförd av den amerikanska artisten Brandy, inspelad till hennes femte studioalbum Human (2008). RedOne och Claude Kelly skrev låten med artisten Michael Jackson i åtanke och den är en ballad som handlar om otrohet och hjärtkross. Framföraren sjunger till sin partner och undrar om hon är hans enda och om han älskar henne. Pop och R&B-spåret drivs av piano och stråkinstrument. Låten mottog blandad kritik av musikrecensenter som ansåg att låten var skivans starkaste ballad men att Brandys sång var "överproducerad". I samband med utgivningen av Human debuterade "True" på plats 18 på Billboards Bubbling Under Hot R&B/Hip-Hop Songs, en lista med 25 platser som representerar låtar under topp-100 på Hot R&B/Hip-Hop Songs.

## Inspelning och komposition

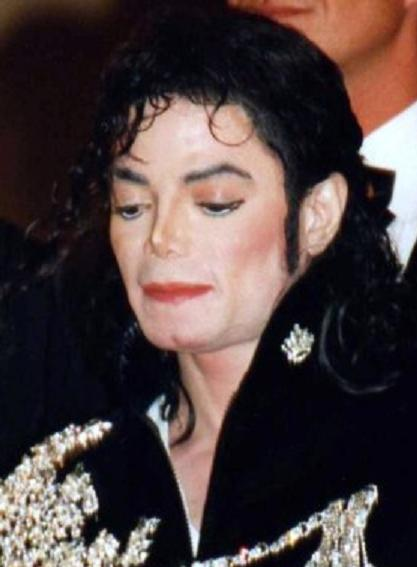
Claude Kelly och RedOne tänkte först ge låten till Michael Jackson.

"True" skrevs av Nadir "RedOne" Khayat och Claude Kelly år 2007 under inspelningarna till Lady Gagas debutalbum The Fame (2008). Duon skrev till en början låten ur ett manligt perspektiv och ville ge låten till artisten Michael Jackson. Både Khayat och Kelly hade arbetat med Jackson på nya låtar till en skiva men ett tillfälle att spela upp "True" för artisten eller hans team "hanns aldrig med". Följande år hörde Epic Records A&R manager Brandon Creed låten och ansåg att den passade utmärkt till Brandy och albumet Human, hennes debut hos skivbolaget. I en intervju sa Kelly: "Creed hörde låten och sa typ: 'det här skulle vara utmärkt till Brandy'. Så Brandy gick in i inspelningsstudion, vi ändrade tonarten, ändrade låttexten så den skulle passa henne och kännas ärlig. Perfekt sång, perfekt känsla, hon blåste liv i den". Kelly ansåg att Brandys version i slutändan blev den bästa.
Brandys version av "True" spelades in vid Larrabee Studios i Los Angeles, Kalifornien år 2008. Produktionen sköttes av RedOne och sångproduktionen sågs över av Brandy, Kelly och RedOne. Adam Messinger och RedOne spelade piano och Mathias Bylund stränginstrument. Låten ljudmixades av Manny Marroquin och RedOne med assistans av Chris Plata och Erik Madrid. All bakgrundssång och harmonier arrangerades av Brandy som stöttades av Kelly och den svenska sångaren Kee. Brian Gardner arbetade som ljudmixare. "True" är en ballad om ett avslutat förhållande. Framföraren undrar om hennes känslor för sin partner "någonsin var besvarade". I refrängen framför Brandy versen "Is it true that you're just having fun with my heart?".

## Mottagande
Sarah Rodman vid The Boston Globe förhöll sig positiv till låten som hon ansåg var "en av skivans starkaste ballader". Elliot Robinson, en skribent vid So So Gay, skrev att "True" var en "ytterligare enastående ballad i mitten av skivan". Han ansåg att Brandys sång var "fantastisk" gav prov på hennes "styrka och omfång" och fortsatte skriva: "Hon har en helt absurd kontroll på sitt instrument vilket är tydligt när hon navigerar mellan olika tonarter och toner genom hela skalan - en fröjd från början till slut och en höjdpunkt på albumet.
I sin recension av Human skrev Ben Hogwood vid MusicOMH: "Oundvikligen finns det svagare ballader och "True" är en av dessa. Som tur är tröttnar man inte då dessa vägs upp av snabbare spår." Yahoo! Voices klargjorde att låten var "ännu en piano-driven ballad med mörkare tema." Recensenten noterade dock att "sången lät lite för datorförfinad". Sal Cinquemani vid Slant Magazine tyckte att "True" var "lite för mycket adult-contemporary-slisk" vilket förhindrade Human från att vara Afro Pt. 2." Han noterade att "närvaron av 90-tals liknade ballader" som "True" inte "var någon överraskning då skivan var ett uppenbart försök att nå Brandys tidigare framgångar."

## Musikmedverkande
- Brandy Norwood – huvudsång, bakgrundssång, låtskrivare
- Kee – bakgrundssång
- Manny Marroquin – ljudmix
- RedOne – producent, sångproducent, stråkarrangemang, bakgrundssång, ljudmix
- Greg Ogan – inspelning
- Adam Messinger – piano
- Chris Plata – ljudmix (assistans)
- Erik Madrid – ljudmix (assistans)
- Brian Gardner – ljudtekniker
- Mattias Bylund – stråkarrangemang och stråkinspelning
- Martin Bylund - violin

## Topplistor
Under veckoslutet den 12 december 2008 debuterade "True" på 18 plats på Billboards Bubbling Under Hot R&B/Hip-Hop Songs enbart på digitala nedladdningar.
| Lista (2008)                                         | Topplacering |
| ---------------------------------------------------- | ------------ |
| USA Bubbling Under Hot R&B/Hip-Hop Songs (Billboard) | 18           |